# Campeonato Sudamericano de Baloncesto Femenino de 1997
El Campeonato Sudamericano de baloncesto Femenino de 1997 corresponde a la XXV edición del Campeonato Sudamericano de Baloncesto Femenino, que es organizado por FIBA Americas. Fue disputado en la ciudad de Iquique, en la provincia homónima en Chile, entre el 10 de mayo y el 17 de mayo de 1997 y clasifica a 3 equipos al Fiba Americas Femenino 1997 que clasifica al mundial femenino de baloncesto de 1998

## Primera fase

### Grupo A
|   | Equipo    | Pts | J | G | P | PF  | PC  | Dif  |
| - | --------- | --- | - | - | - | --- | --- | ---- |
| 1 | Argentina | 8   | 4 | 4 | 0 | 321 | 172 | +149 |
| 2 | Chile     | 7   | 4 | 3 | 1 | 336 | 255 | +81  |
| 3 | Ecuador   | 6   | 4 | 2 | 2 | 267 | 277 | -10  |
| 4 | Bolivia   | 5   | 4 | 1 | 3 | 222 | 295 | -73  |
| 5 | Paraguay  | 4   | 4 | 0 | 4 | 193 | 340 | -147 |

| 10 de mayo, 15:30       | Ecuador                 | 42 - 66                 | Argentina |  |
| Reporte                 |                         |                         |           |  |
| Parciales: 22-28, 20-38 | Parciales: 22-28, 20-38 | Parciales: 22-28, 20-38 | Iquique   |  |

| 10 de mayo, 17:30       | Chile                   | 94 - 45                 | Paraguay |  |
| Reporte                 |                         |                         |          |  |
| Parciales: 48-30, 46-15 | Parciales: 48-30, 46-15 | Parciales: 48-30, 46-15 | Iquique  |  |

| 11 de mayo, 15:30      | Argentina              | 85 - 26                | Bolivia |  |
| Reporte                |                        |                        |         |  |
| Parciales: 37-17, 48-9 | Parciales: 37-17, 48-9 | Parciales: 37-17, 48-9 | Iquique |  |

| 11 de mayo, 17:30       | Chile                   | 88 - 62                 | Ecuador |  |
| Reporte                 |                         |                         |         |  |
| Parciales: 45-28, 43-34 | Parciales: 45-28, 43-34 | Parciales: 45-28, 43-34 | Iquique |  |

| 12 de mayo, 15:30       | Ecuador                 | 90 - 61                 | Paraguay |  |
| Reporte                 |                         |                         |          |  |
| Parciales: 49-25, 41-36 | Parciales: 49-25, 41-36 | Parciales: 49-25, 41-36 | Iquique  |  |

| 12 de mayo, 17:30       | Bolivia                 | 74 - 92                 | Chile   |  |
| Reporte                 |                         |                         |         |  |
| Parciales: 36-47, 38-45 | Parciales: 36-47, 38-45 | Parciales: 36-47, 38-45 | Iquique |  |

| 13 de mayo, 15:30       | Paraguay                | 45 - 60                 | Bolivia |  |
| Reporte                 |                         |                         |         |  |
| Parciales: 27-30, 18-30 | Parciales: 27-30, 18-30 | Parciales: 27-30, 18-30 | Iquique |  |

| 13 de mayo, 17:30             | Argentina                     | 74 - 62                       | Chile   |  |
| Reporte                       |                               |                               |         |  |
| Parciales: 47-33, 27-29, -, - | Parciales: 47-33, 27-29, -, - | Parciales: 47-33, 27-29, -, - | Iquique |  |

| 14 de mayo, 15:30             | Argentina                     | 96 - 42                       | Paraguay |  |
| Reporte                       |                               |                               |          |  |
| Parciales: 47-23, 49-19, -, - | Parciales: 47-23, 49-19, -, - | Parciales: 47-23, 49-19, -, - | Iquique  |  |

| 14 de mayo, 17:30             | Bolivia                       | 62 - 73                       | Ecuador |  |
| Reporte                       |                               |                               |         |  |
| Parciales: 30-42, 32-31, -, - | Parciales: 30-42, 32-31, -, - | Parciales: 30-42, 32-31, -, - | Iquique |  |

### Grupo B
|   | Equipo    | Pts | J | G | P | PF  | PC  | Dif  |
| - | --------- | --- | - | - | - | --- | --- | ---- |
| 1 | Brasil    | 6   | 3 | 3 | 0 | 381 | 167 | +214 |
| 2 | Colombia  | 5   | 3 | 2 | 1 | 227 | 238 | -11  |
| 3 | Venezuela | 4   | 3 | 1 | 2 | 201 | 280 | -79  |
| 4 | Perú      | 3   | 3 | 0 | 3 | 136 | 260 | -124 |

| 10 de mayo, 15:30       | Perú                    | 53 - 65                 | Venezuela |  |
| Reporte                 |                         |                         |           |  |
| Parciales: 32-35, 21-30 | Parciales: 32-35, 21-30 | Parciales: 32-35, 21-30 | Iquique   |  |

| 10 de mayo, 17:30             | Brasil                        | 138 - 62                      | Venezuela |  |
| Reporte                       |                               |                               |           |  |
| Parciales: 65-37, 73-25, -, - | Parciales: 65-37, 73-25, -, - | Parciales: 65-37, 73-25, -, - | Iquique   |  |

| 11 de mayo, 15:30       | Colombia                | 71 - 45                 | Perú    |  |
| Reporte                 |                         |                         |         |  |
| Parciales: 30-26, 41-19 | Parciales: 30-26, 41-19 | Parciales: 30-26, 41-19 | Iquique |  |

| 11 de mayo, 17:30       | Colombia                | 89 - 74                 | Venezuela |  |
| Reporte                 |                         |                         |           |  |
| Parciales: 41-38, 48-36 | Parciales: 41-38, 48-36 | Parciales: 41-38, 48-36 | Iquique   |  |

| 12 de mayo, 15:30       | Perú                    | 38 - 124                | Brasil  |  |
| Reporte                 |                         |                         |         |  |
| Parciales: 25-63, 13-61 | Parciales: 25-63, 13-61 | Parciales: 25-63, 13-61 | Iquique |  |

| 12 de mayo, 17:30       | Colombia                | 67 - 119                | Brasil  |  |
| Reporte                 |                         |                         |         |  |
| Parciales: 28-67, 39-52 | Parciales: 28-67, 39-52 | Parciales: 28-67, 39-52 | Iquique |  |

### Partido del 7 lugar
| 13 de mayo, 18:30       | Bolivia                 | 56 - 66                 | Perú    |  |
| Reporte                 |                         |                         |         |  |
| Parciales: 32-48, 24-18 | Parciales: 32-48, 24-18 | Parciales: 32-48, 24-18 | Iquique |  |

### Partido del 5 lugar
| 13 de mayo, 18:30       | Venezuela               | 57 - 72                 | Ecuador |  |
| Reporte                 |                         |                         |         |  |
| Parciales: 28-37, 29-35 | Parciales: 28-37, 29-35 | Parciales: 28-37, 29-35 | Iquique |  |

## Fase final
|   | Equipo    | Pts | J | G | P | PF  | PC  | Dif  |
| - | --------- | --- | - | - | - | --- | --- | ---- |
| 1 | Brasil    | 6   | 3 | 3 | 0 | 339 | 192 | +147 |
| 2 | Argentina | 5   | 3 | 2 | 1 | 213 | 205 | +8   |
| 3 | Colombia  | 4   | 3 | 1 | 2 | 213 | 269 | -56  |
| 4 | Chile     | 3   | 3 | 0 | 3 | 192 | 291 | -99  |

| 15 de mayo, 15:30       | Brasil                  | 97 - 67                 | Argentina |  |
| Reporte                 |                         |                         |           |  |
| Parciales: 51-34, 46-33 | Parciales: 51-34, 46-33 | Parciales: 51-34, 46-33 | Iquique   |  |

| 15 de mayo, 17:30             | Chile                         | 83 - 89                       | Colombia |  |
| Reporte                       |                               |                               |          |  |
| Parciales: 32-43, 51-46, -, - | Parciales: 32-43, 51-46, -, - | Parciales: 32-43, 51-46, -, - | Iquique  |  |

| 16 de mayo, 15:30       | Argentina               | 71 - 55                 | Colombia |  |
| Reporte                 |                         |                         |          |  |
| Parciales: 30-29, 41-26 | Parciales: 30-29, 41-26 | Parciales: 30-29, 41-26 | Iquique  |  |

| 16 de mayo, 17:30       | Chile                   | 56 - 127                | Brasil  |  |
| Reporte                 |                         |                         |         |  |
| Parciales: 26-62, 30-65 | Parciales: 26-62, 30-65 | Parciales: 26-62, 30-65 | Iquique |  |

| 17 de mayo, 15:30       | Brasil                  | 115 - 69                | Colombia |  |
| Reporte                 |                         |                         |          |  |
| Parciales: 59-36, 56-33 | Parciales: 59-36, 56-33 | Parciales: 59-36, 56-33 | Iquique  |  |

| 17 de mayo, 17:30       | Chile                   | 53 - 75                 | Argentina |  |
| Reporte                 |                         |                         |           |  |
| Parciales: 36-36, 17-39 | Parciales: 36-36, 17-39 | Parciales: 36-36, 17-39 | Iquique   |  |

| Brasil              |
| Campeón Brasil      |
| Décimo Sexto Título |

## Clasificación
| Posición | Equipo    |
| -------- | --------- |
| 1        | Brasil    |
| 2        | Argentina |
| 3        | Colombia  |
| 4        | Chile     |
| 5        | Ecuador   |
| 6        | Venezuela |
| 7        | Perú      |
| 8        | Bolivia   |
| 9        | Paraguay  |

## Clasificados al FIBA Americas Femenino 1997
| Bandera de Brasil | Bandera de Argentina | Bandera de Colombia |
| Brasil            | Argentina            | Colombia            |
| ----------------- | -------------------- | ------------------- |